# Operación Cisne Negro
La Operación Cisne Negro fue el nombre que se le otorgó a la operación ejecutada por las Fuerzas Especiales de la Armada de México, que terminó con la tercera captura de Joaquín Guzmán Loera luego de un tiroteo mortal en la ciudad de Los Mochis, Sinaloa, el 8 de enero de 2016. Funcionarios del gobierno mexicano anunciaron que la operación fue planeada y ejecutada por la Armada de México, y que originalmente habían apuntado a un importante asesino del Cártel de Sinaloa en una casa en Los Mochis, y también encontraron a Guzmán.
Guzmán había estado huyendo desde su fuga de una prisión federal en Almoloya de Juárez, México, el 11 de julio de 2015. El 8 de enero de 2016, las fuerzas navales mexicanas se colocaron en posición para asaltar una casa en Los Mochis, Sinaloa, que se cree que estaba ocupada por uno de los principales asesinos o sicarios de Guzmán. Cuando entraron en el inmueble, estalló un intenso tiroteo entre los marines y varios asaltantes armados, dejando cinco de los pistoleros del cártel muertos y seis heridos. Un infante de marina también resultó herido. Durante el caos del tiroteo, los marines descubrieron a Guzmán, quien huyó de la casa a través de una serie de túneles y luego intentó escapar en un vehículo robado. Poco después fue descubierto por agentes federales y detenido fuera de un motel a poca distancia de la casa.

## Preludio
A principios del mes de diciembre de 2015 la Armada de México fue informada por medio de una denuncia anónima la presencia de hombres encapuchados y bien armados con armas de fuego de uso exclusivo de las fuerzas armadas y vehículos todoterreno, estos hombres estaban en la ciudad de Los Mochis, Sinaloa, en un fraccionamiento llamado "Las Palmas", gracias a esta denuncia anónima la Armada de México, la PGR y otras organizaciones de seguridad de México realizaron diversos operativos de inteligencia en la zona. Con el tiempo estos operativos rindieron frutos, se confirmó la presencia de varios hombres armados y la presencia de un alto líder del Cártel de Sinaloa apodado el Cholo Iván, la operación vio luz verde el jueves 7 de diciembre en la noche.

## La operación
Sobre las 4:00 a. m. operadores de élite de la Armada de México pertenecientes al Equipo Roble de las Fuerzas Especiales de México comenzaron con la operación, la primera acción fue el derribamiento de una puerta con un mazo para poder entrar en la casa de seguridad localizada en el fraccionamiento Las Palmas, en Los Mochis, con el único objetivo de recapturar a Joaquín Guzmán Loera, "El Chapo", pero fueron recibidos a balazos por integrantes del Cártel de Sinaloa.
Durante el enfrentamiento un marino fue herido, pero eso no los detuvo para continuar. En una habitación aseguraron a dos sicarios que permanecían en el piso.
A través de un video que dura casi 15 minutos difundido por el gobierno federal, la Marina dio a conocer detalles de la Operación Cisne Negro. En las imágenes filmadas con cámaras GoPro que los castrenses llevaban en los cascos, se escucha la refriega que dejó el domicilio con varios agujeros en las paredes. En el video se difumina los rostros de los marinos que llevan la cara al descubierto. Posteriormente ingresan al primer piso donde revisan que debajo de las camas y en los clósets no hubiera más personas ocultas. En el baño encontraron a una mujer escondida a quien le gritan que se tire al suelo, mientras ella confiesa que en la casa había seis hombres.
Al igual que muchas de las casas de Guzmán, esta estaba equipada con elaboradas escotillas de escape: un señuelo debajo del refrigerador y otro detrás de un espejo de armario, del que solía huir mientras la batalla se desarrollaba.
En medio del enfrentamiento, "El Chapo" y su jefe de seguridad, Iván Gastélum, habrían logrado escapar y se ocultaron en los túneles ocultos que conectaban directamente con los túneles de alcantarilla, pero la lluvia que hubo ese día provocó que el nivel del agua empezara a subir, lo que hizo que El Chapo y su escolta, salieran a las calles, robaron un auto para poder huir y a los pocos minutos fueron detenidos en una carretera por agentes de la Policía Federal mexicana. Al momento de su detención, Guzmán dijo: “Se me acabaron las vacaciones” y posteriormente fueron trasladados a un motel para esperar refuerzos.
Al final del video, un militar asegura que uno de los delincuentes murió, y cuatro personas fueron detenidos, entre ellas, dos mujeres. Aunque posteriormente la Marina señaló que durante el operativo murieron cinco personas, presuntos integrantes del grupo de sicarios que resguardaba a Guzmán Loera y otras seis fueron detenidos durante la operación.

## Posteridad
En la actualidad tanto el "El Chapo Guzmán" como el violento narcotraficante "El Cholo Iván" fueron extraditados a Estados Unidos para pagar a la justicia estadounidense. Joaquín Guzmán Loera fue extraditado en 2017, mientras que El Cholo Iván fue entregado a la justicia americana el 2 de abril de 2023. Por su parte los abogados del Cholo Iván, Carlos Castillo Castillo, Cinthya Castillo Castillo y Fermin Reza Camacho siguen promoviendo amparos y recursos en tribunales Federales así como en la Secretaria de Relaciones Exteriores buscando resultados de procesos pasados del narcotraficante Orso Iván Gastelúm Cruz. Hoy en día, ambos narcotraficantes ajustan cuentas con la ley estadounidense, perdiendo todo el imperio que habían construido a base de violencia en varias partes de Culiacán, Sinaloa y  en todo México.